# Liste der Bodendenkmäler in Velen
Die Liste der Bodendenkmäler in Velen enthält die denkmalgeschützten unterirdischen baulichen Anlagen, Reste oberirdischer baulicher Anlagen, Zeugnisse tierischen und pflanzlichen Lebens und paläontologischen Reste auf dem Gebiet der Stadt Velen im Kreis Borken in Nordrhein-Westfalen (Stand: September 2020). Diese Bodendenkmäler sind in Teil B der Denkmalliste der Stadt Velen eingetragen; Grundlage für die Aufnahme ist das Denkmalschutzgesetz Nordrhein-Westfalen (DSchG NRW).
| Bild | Bezeichnung                                           | Lage     | Beschreibung | Bauzeit | Eingetragen seit | Denkmal- nummer |
| ---- | ----------------------------------------------------- | -------- | ------------ | ------- | ---------------- | --------------- |
|      | Bunker am ehemaligen Bahnhof in Ramsdorf              | Ramsdorf |              |         |                  | 1               |
|      | Höhenrücken „Die Berge“                               |          |              |         |                  | 2               |
|      | Burg Ramsdorf einschließlich Vorburgfundamente        | Ramsdorf |              |         |                  | 3               |
|      | Frühneuzeitliche Wall- und Grabenanlage „Pärdeställe“ |          |              |         |                  | 4               |